# Larry Cohen
Larry Cohen   (Washington Heights, 15 de juliol de 1936 - Los Angeles, 23 de març de 2019) va ser un director de cinema, productor i guionista nord americà, un dels grans del cinema independent. Va desenvolupar el seu art fora dels grans estudis, perquè temia que allà li restrenyerien la seva llibertat creativa.
Va crear la sèrie TV The Invaders. Era també conegut pels seus films de baix pressupost, satírics i inventius. És molt conegut per És viu, una film de terror estrenat el 1974 que posa en escena un nadó mutant assassí. Va escriure els guions de Phone Game i Cellular, entre d'altres.

## Biografia
Cohen va néixer a Kingston, a l'estat de Nova York. Va debutar a la televisió escrivint per a espectacles. Va crear les sèries cultes Branded  i The Invaders. La seva primera pel·lícula és Bone, estrenada el 1972, de la qual és alhora guionista i productor.
Cohen ha estat influenciat pel director Samuel Fuller i viu actualment en una casa que havia pertangut a Fuller. Aquests últims anys, ha abandonat l'activitat de productor i de director per dedicar-se a l'escriptura. Aquest treball ha concernit en principi la televisió i pel·lícules de baix pressupost, però Cohen s'ha trobat al primer pla a Hollywood quan el guió de Phone Game va ser rodat el 2002 pel director Joel Schumacher.

## Filmografia
Les seves pel·lícules més destacades són:

### Director
- 1972 Bone (també guionista i productor)
- 1973 Black Caesar (també guionista i productor)
- 1973 Hell Up in Harlem (també guionista i productor)
- 1974 És viu (It's alive) (també guionista i productor)
- 1976 God Told Me To (també guionista i productor)
- 1979 És viu 2 (It lives again) (també guionista i productor)
- 1982 Q
- 1984 Efectes especials
- 1985 La substància (The Stuff) (també guionista i productor)
- 1987 It's alive III: Island of the alive
- 1987 A Return to Salem's lot
- 1989 La meva mare és una bruixa (Wicked Stepmother)
- 1990 La misteriosa ambulància (The Ambulance)

### Productor
- 1987 Maniac Cop de William Lustig (també guionista)
- 1989 Wicked Stepmother (també guionista)
- 1990 Maniac Cop 2 de William Lustig (també guionista)
- 1993 Maniac Cop 3 de William Lustig (també guionista)

### Guionista
- 1970 El còndor
- 1973 Columbo: Temporada 3, Episodi 2: (Any Old Port in a Storm) (sèrie TV)
- 1973 Columbo: Temporada 3, Episodi 3: (Candidate for Crims) (sèrie TV)
- 1974 Columbo: Temporada 4, Episodi 1:(An Exercise in Fatality) (sèrie TV)
- 1986: Best Seller
- 1989 La meva mare és una bruixa
- 1990 The Ambulance
- 2002 Phone Game de Joel Schumacher
- 2003 Cellular de David R. Ellis